# Palazzo dei Giureconsulti
Le palais des Giureconsulti (en italien : palazzo dei Giureconsulti), également connu sous le nom de palazzo Affari ai Giureconsulti ou plus simplement palazzo Affari, est un monument du XVIe siècle de Milan, en Italie. Il est situé sur la piazza Mercanti, centre de la cité médiévale.

## Histoire
La construction du palais a débuté en 1562 sur des plans de l'architecte Vincenzo Seregni, à l'emplacement d'un palais du XIIIe siècle qui est alors démoli. Le nouveau palais est construit dans le style maniériste.
Une tour, bâtie par Napo Torriani, fut préservée et remaniée dans le style du nouveau bâtiment, et ainsi transformée en beffroi. La cloche, surnommée "Zavataria" du nom de son donateur Zavatario della Strada, sonnait pour annoncer les événements de la cité, comme les exécutions publiques. Cette cloche fut par la suite remplacée par une horloge.
Le bâtiment servit à l'origine de siège au collegio dei Nobili Dottori (Le 'collège des Nobles Docteurs"), école formant des personnes se destinant à la politique ou à devenir avocat. Après le XVIIIe siècle, il remplit d'autres fonctions : la bourse, le siège d'une compagnie de télégraphe, le siège de la banque "Popolare di Milano", et enfin siège de la Chambre de Commerce (à partir de 1911). En 2025, le bâtiment est toujours la propriété de la Chambre.
Le palais fut gravement endommagé par les bombardements de la Seconde Guerre mondiale, mais fut totalement restauré dans les années 1980 par Gianni Mezzanotte. Lors de sa restauration, le palais reçut un équipement technologique moderne, dont des lignes de télécommunication récentes et des appareils multimédias, afin d'en faire un lieu prestigieux et multi-fonctionnel permettant d'y organiser, entre autres, des conférences. C'est à cette époque là que la nouvelle dénomination de palazzo Affari fut adoptée, même si le bâtiment est toujours connu sous son ancienne appellation.